# Lebak Bulus Stadium
El Lebak Bulus Stadium fue un estadio de fútbol ubicado en Jakarta, capital de Indonesia.

## Historia
Fue inaugurado en 1987 con capacidad para 12500 espectadores, aunque llegó a ser de 25000 espectadores en algunas ocasiones. En {el se jugaron partidos de la Eliminatoria al Campeonato Sub-16 de la AFC de 2008 y los Juegos del Sudeste Asiático de 2011. Fue el estadio del club Persija Jakarta de 1998 a 2007.
El estadio fue demolido en 2013 para construir la bodega del Metro de Yakarta. Como reemplazo se construyó el Jakarta International Stadium en un terreno de 4.5 hectáreas con un costo de Rp 580 billones ($62.7 million). La primera etapa del nuevo estadio inició en 2020, en Tanjung Priok, North Jakarta.

## Eventos notables
Fue utilizado el 8 de julio de 1992 por la banda brasileña de heavy metal Sepultura durante su gira llamada World Arise Tour de 1992. Del 10 al 11 de abril de 1993 Metallica lo usó en su gira Nowhere Else to Roam. Ante más de 40,000 espectadores, el concierto tuvo problemas de disturbios y saqueos. El baterista Lars Ulrich usó el estadio para su documental Global Metal.